# Кондо
Кондо (фр. Condeau) насеље је и општина у северној Француској у региону Доња Нормандија, у департману Орн која припада префектури Мортањ о Перш.
По подацима из 2011. године у општини је живело 421 становника, а густина насељености је износила 27,55 становника/km². Општина се простире на површини од 15,28 km². Налази се на средњој надморској висини од 109 метара (максималној 214 m, а минималној 105 m).

## Демографија
| 1962. | 1968. | 1975. | 1982. | 1990. | 1999. | 2011. |
| ----- | ----- | ----- | ----- | ----- | ----- | ----- |
| 391   | 340   | 216   | 321   | 369   | 323   | 421   |

График промене броја становника у току последњих година